# Потомок (рассказ)
«Потомок» (англ. The Descendant) — короткий фрагмент рассказа американского писателя Говарда Филлипса Лавкрафта, написанный в 1927 году. Лавкрафт так и не завершил рассказ: он остался лишь в виде черновика, обрывающегося в начале повествования. Впервые опубликованный в выпуске журнала «Leaves» в ноябре 1938 года.

## Сюжет
Лорд Нортем живет на постоялом дворе Грея (англ. Gray’s Inn) в Лондоне. Он потерял память, все время читает книги и боится о чем либо думать. Ранее он был ученым и владеет замком в Йоркшире, где в скале вырыты тайные ходы, что выходят на Северное море. Однажды его юный сосед Уильямс купил «Некрономикон» безумного араба Абдул Альхазреда у старого торговца левита (так называют Англо-норманов) еврейском магазине на Чандос-стрит. Вильямс просит Лорда Нортема перевести ее с латыни, но тот сильно пугается и умоляет сжечь книгу.    
Лорд Нортем был 12 бароном в древнем роду, берущем начало в досаксонские времена. Его предком был Луний Габиний Капито, командующий в третьем легионе Августа, который был уничтожен самими же римлянами за нечестивые ритуалы. Габиний взошел на скалу, где странные люди творили Старинный знак (англ. The Elder Sign). Этот народ был последними представителями с затонувших на западе земель, от которых остались отдельные острова с кругами и святилищами похожих на Стоунхедж. Габиний построил над гротом запретной пещеры крепость Нортем (англ. Northam Keep), чьи стены похожи на Стену Адриана. Крепость не смогли захватить ни пикты, ни саксы, ни датчане, ни норманны. Король Эдуард III пожаловал его потомку звание «Черный Принц» и титул барона Нортема. 
Лорд Нортем полагает, что наш «Видимый мир» лишь атом в огромном пространстве, где существуют Иные миры. Он изучал тайны оккультизма, сатанизм, теории и доктрины «Об Атлантиде» Игнатиуса Доннелли, «Двенадцать предсказаний» Карла Сильного и предшественников Чарльза Форта. Лорд Нортем искал в Аравийской пустыне  Безымянный город, где сокрыты врата, позволяющие проникнуть во внешние глубины (англ. Outer deeps). Он держал в мозгу загадочную связь, которая пробудит его к старшей и будущей жизни в забытых измерениях, что перенесут его к звездам и вечности за их пределами (англ. Eternities beyond).

## Персонажи
- Лорд Нортем (англ. Lord Northam) — ученый, потерявший память. Он очень худ, морщинист и сед, однако люди говорят, что он совсем не так стар, как кажется со стороны. Учился в Харроу и Оксфорде. Ребенком лорд Нортем видел странные сны, если засыпал в древней части замка и привык постоянно рыться в глубинах своей памяти в поисках неясных пейзажей, сцен или впечатлений, которые никакого отношения не имели к его реальной жизни. Мечтатель не удовлетворенный настоящим и ищущий Иные миры и людей, которых нет на Земле (Страна снов). Посещал город из рассказа «Безымянный город». В рассказе «За гранью времён» упоминаются ученые, которые тоже посещали этот город, но не помнили этого.
- Уильямс (англ. Williams) — мечтательный юноша, испытывает тягу к всему необычному. Ему 23 года. Ощущал «дыхание космического ветра» вокруг лорда Нортама. Купил «Некрономикон» в еврейском магазине (англ. Jew’s shop) в окрестностях Клер-Маркет и Чандос-стрит. Любовь к таинственному побуждала его задавать странные вопросы.
- Луний Габиний Капито (англ. Cnaeus Gabinius Capito) — военный трибун в третьем легионе Августа, в Линдуме в Римской Британии. Командовал легионом, который уничтожили сами римляне за их нечестивые ритуалы. Построил над гротом запретной пещеры неприступную крепость Нортем.

## Вдохновение
Персонаж Лорд Нортем напоминает двух любимых британских писателей Лавкрафта: его имя напоминает Лорда Дансени, который был 18 бароном линии, основанной в 12 веке; и он живет в Грэйнз-Инн, где Артур Мейчен жил много лет, который является «12 бароном линии, чьи истоки уходят далеко в прошлое»,  
В письма Дерлету Лавкрафт сообщил, что «очень тщательно изучает Лондон… чтобы создать окружение для рассказа, связанного с более богатыми древностями, чем те, что есть в Америке».  

## Связь с другими произведениями
В рассказе «Безымянный город» описан город в Аравийской пустыне, а также древние миры.
В рассказе «За гранью времён» упоминаются ученые, которые тоже посещали этот город, но не помнили этого
В рассказе «Праздник» описан старинный город, где в скале вырублен проход к берегу моря, где проводят обряды вызывающие летающих существ.
В рассказе «Крысы в стенах» описан замок Эксхэм Праэри, где в Древнем Риме культ Кибелы , подвале которого был обнаружен культ времен Древнего Рима.
В рассказе «Очень древний народ» описан город Помпелло в Древнем Риме, где таинственный культ призывал в горах летающих существ.
В рассказе «Ибид» описан художественный мир Древнего Рима.